# Huis van der Graeff

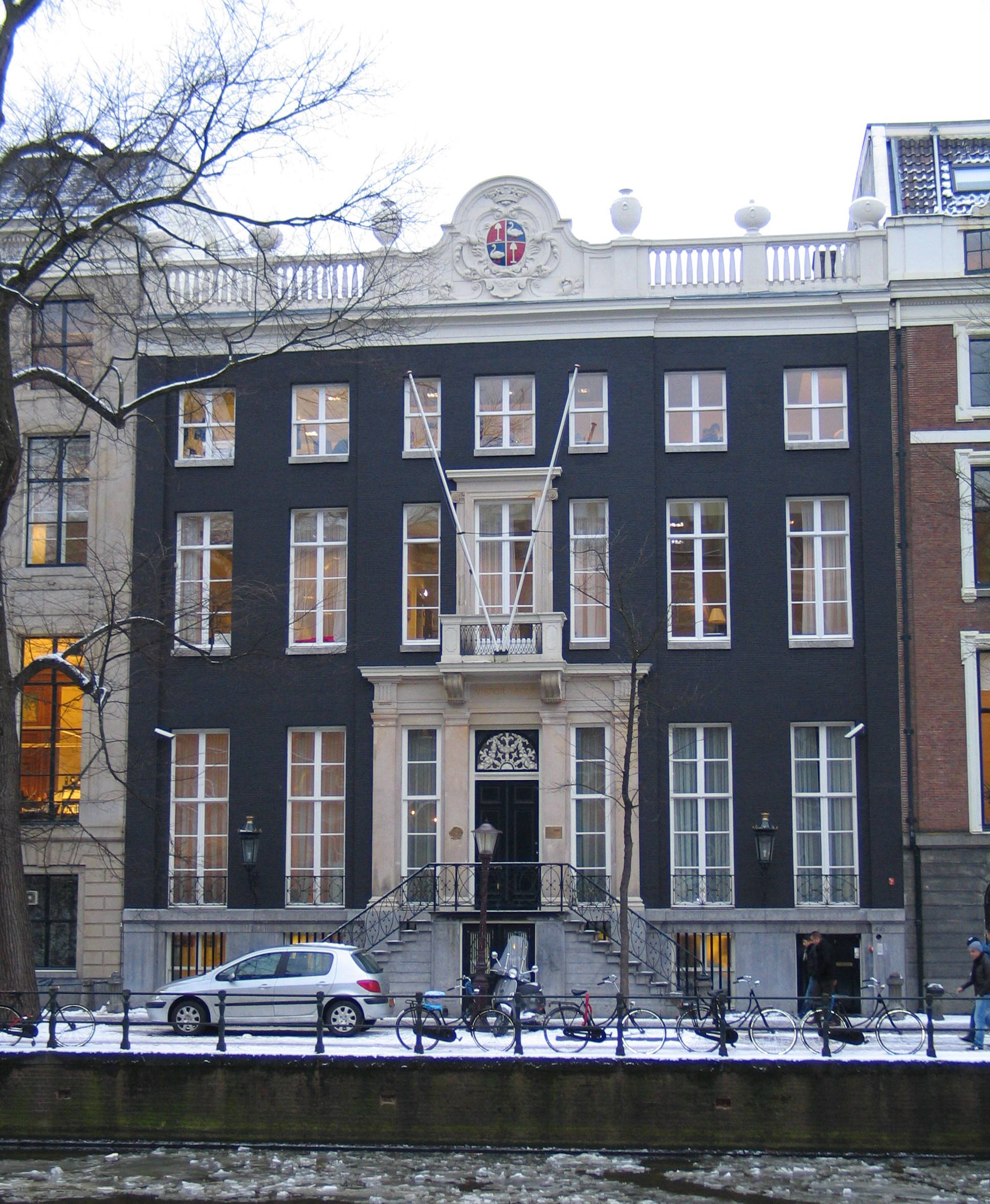
Stadtpalais Huis van der Graeff, Herengracht 446, Amsterdam

Das Huis van der Graeff ist ein Amsterdamer Stadtpalais. Es befindet sich in der Gouden Bocht.

## Geschichte
1665 hatte der damalige Amsterdamer Regent Andries de Graeff das Grundstück in der heutigen Herengracht Nr. 446 erworben. 1672 war das Haus das nach seiner Familie benannt wurde fertiggestellt. Es war dreistöckig und am Giebel ursprünglich von einem Allianzwappen der Geschlechter De Graeff–Bicker van Swieten geziert. Das Gebäude beherbergte De Graeffs reichhaltige Kunstsammlung mit Werken von Rembrandt, Gerard ter Borch und Gerard de Lairesses Deckenfresko Triomf der Vrede. 1675 erhielt es Andries Sohn Cornelis de Graeff aufgrund der steuerlichen Belastung des Vaters. Nach dessen Tod erbte seine Schwester Alida de Graeff das Palais. Da diese ebenfalls kinderlos verstarb, wurde sie von ihrem Neffen Gerrit de Graeff und ihren Nichten Jacoba Adriana und Alida Joanna de Graeff beerbt. 1757 kam Alidas Ehegatte François de Witt in den Besitz des Huis van der Graeff. Im Jahre 1800 wurde es an Johannes Retemeyer verkauft. 1898 bezog das RK Gymnasium das Gebäude. 1900 wurden die Deckenfresken De Lairesses in den Den Haager Friedenspalast gebracht. Im Jahre 2008 übernahmen die beiden Modedesigner Viktor Horsting und Rolf Snoeren, die als Viktor & Rolf firmieren, das Palais.

## Abbildungen
Abgebildet wurde das Palais im Jahre 1685 auf Gerrit Berckheydes Gemälde De bocht van de Herengracht te Amsterdam. Im 18. Jahrhundert wurde das Huis van der Graeff in Caspar Philips Grachtenboek dargestellt.